# Luis Candelas Cajigal
Luis Candelas Cajigal (Madrid, 9 de febrer? de 1804 - 6 de novembre de 1837) va ser un bandoler espanyol nascut al barri madrileny de Lavapiés. Malgrat la seva carrera criminal, es vanava de no tenir delictes de sang, la qual cosa no va evitar que fos condemnat a garrot vil i executat després de demanar clemència a Maria Cristina de Borbó i ser-li denegada.

## Biografia
Va néixer en una fusteria del carrer del Calvario (en l'antic camí del viacrucis de l'Olivar) el 1804, tercer fill d'un matrimoni que vivia sense problemes econòmics i que li va donar estudis al col·legi de San Isidro. Aquí va començar la llegenda, ja que va començar a fer bandes, provocar baralles i va ser expulsat perquè un clergue li va donar una bufetada i ell va respondre donant-li'n dues. Malgrat la seva separació de l'ensenyament, va continuar llegint qualsevol llibre que queia a les seves mans, tenint així una formació autodidacta. Des d'edat primerenca li agradava vestir bé i tenia bones maneres, a més de ser buscaraons i díscol, com demostra que ja als 15 anys va fer el seu primer robatori i poc després va ser detingut i capturat a la presó de la Villa, per passejar per la plaça de Santa Ana a altes hores de la matinada.
Amb 19 anys va perdre el seu pare, replantejant-se una mica la seva vida i dedicant-se a ser llibreter. Però va durar poc aquesta situació, ja que va ser condemnat a sis anys de presó per robar dos cavalls i una mula. En la seva primera època de delinqüent, entre 1823 i 1830, diuen que es va dedicar a conquistar dones i viure a costa d'elles, reconeixent-se com un Don Joan. Era bru, ben semblant, dents blanques, amb patilla ampla i serrell sota el mocador, ben afaitat, faixa vermella, capa negra, calçons de pana i calçat de bona qualitat.
Poc després es va dedicar al robatori i va sortir triomfant de dos duels, un d'ells contra Paco El Sastre, que després seria el seu amic, cosa que el va fer respectable als barris de Madrid. Per poder pagar-se les seves despeses va formar una quadrilla el 1835, entre els seus components van destacar Paco El Sastre, Francisco Villena, Mariano Balseiro, Leandro Postigo, Juan Mérida, José Sánchez El del peso, Pablo Maestre, Pablo Luengo El Mañas i els germans Cusó (Antonio i Ramón), amb els quals es reunia en La Taberna del Cuclillo, en La Taberna de Jerónimo Morco, que pertanyia al cunyat de Balseiro, al carrer del Mesón de Paredes, «La Taberna de la Paloma» al carrer de Preciados, la de «Traganiños», al desaparegut carrer dels Leones, prolongació del carrer de les Tres Cruces, i a la taverna d'El Tío Macaco, al carrer de Lavapiés. Totes oferien el millor servei a la banda, bon vi, bones «cantaores», bon amagatall i bona companyia femenina. Luis Candelas va realitzar diverses malifetes, cada vegada més arriscades i amb major botí, que pel seu enginy i bon humor van ser cantades pels madrilenys amb cert afecte. Tenia doble vida, indià adinerat i respectat de dia (el fals nom del qual era el de Luis Álvarez de Cobos, hisendista al Perú) i truà de nit, quan sortia per la porta de darrere de la seva casa, en el número cinc del carrer de Tudescos, convertit en el rei dels baixos fons.
Es dedicava a robar, amb la seva màxima que la fortuna estava mal repartida, però mai va arribar a matar a ningú en cap de les seves accions. N'era extremadament delicat, no usava la violència. Sempre va viure bé i mai li van agradar els oficis mecànics, sent aquesta una de les causes que es lliurés a la delinqüència. Quan era detingut i capturat, era fàcil que s'escapés, ja que subornava els carcellers o, simplement, aconseguia escapolir-se. En una de les seves «visites» a la presó, va conèixer al polític Salustiano de Olózaga Almandoz, a qui va ajudar a escapar-se, quedant aquest últim molt agraït a Luis Candelas. Es diu que després es van retrobar i Salustiano va ser qui el va iniciar en la maçoneria, ingressant-lo en la «Lògia Libertad». A partir d'aquest fet, moltes nits Luis Candeles lluïa una capa negra amb símbols maçons.
Va haver-hi tres dones que van marcar la seva vida. Es va casar en el Carnestoltes de 1827 en la parròquia de San Cayetano, amb Manuela Sánchez, vídua de 23 anys que també havia passat per la presó. Durant la lluna de mel, trobant-se a Zamora, van veure que no eren compatibles i Candelas la va abandonar pel Nadal d'aquest mateix any. Després va tenir com a amant a una noia anomenada Lola La Naranjera, que pel que sembla tenia amics importants que aconseguien treure'l de la Presó de la Villa quan hi era tancat (La Naranjera, personatge a mig camí entre la rondalla i la història, segons altres tradicions era favorita del rei Ferran VII). L'última de les seues amants importants, la de la seva perdició, fou Clara, noia de classe mitjana i família honesta, amb la qual se'n va anar a viure a València on va seguir robant alguna joia per viure folgadament.
En aquesta època el rei ja havia mort, la Primera Guerra Carlina estava en auge i els liberals tenien el govern. Va cometre l'error de fer dos atracaments importants, assaltant a la modista de la Reina en el seu taller, i a l'ambaixador de França i la seva senyora en una diligència. Va tornar a estar perseguit per la justícia, fugint amb Clara cap a Anglaterra, però quan van arribar a Gijón, Clara no va estar disposada a partir, i van decidir tornar a Madrid, sent detingut el 18 de juliol de 1837 en el lloc de duanes del pont Mediana situat en el camí reial de Valladolid a Toledo, en el terme municipal d'Alcazarén, després de pernoctar en aquesta població, en la posada situada al carrer Real cantonada amb el carrer de Luis Candelas (enfront de l'església de San Pedro). El van portar a Valdestillas i, després, a Valladolid. Traslladat a Madrid, acusat per més de 40 robatoris constatats, va ser jutjat el 2 de novembre i condemnat a morir per garrot vil. Va demanar clemència a Maria Cristina de Borbó, però li va ser denegada. Va morir el 6 de novembre de 1837 amb 33 anys. Se li ha adjudicat, quan estava al peu del garrot, la frase: «Adéu, Pàtria meva, sigues feliç!».